# Rotoroa

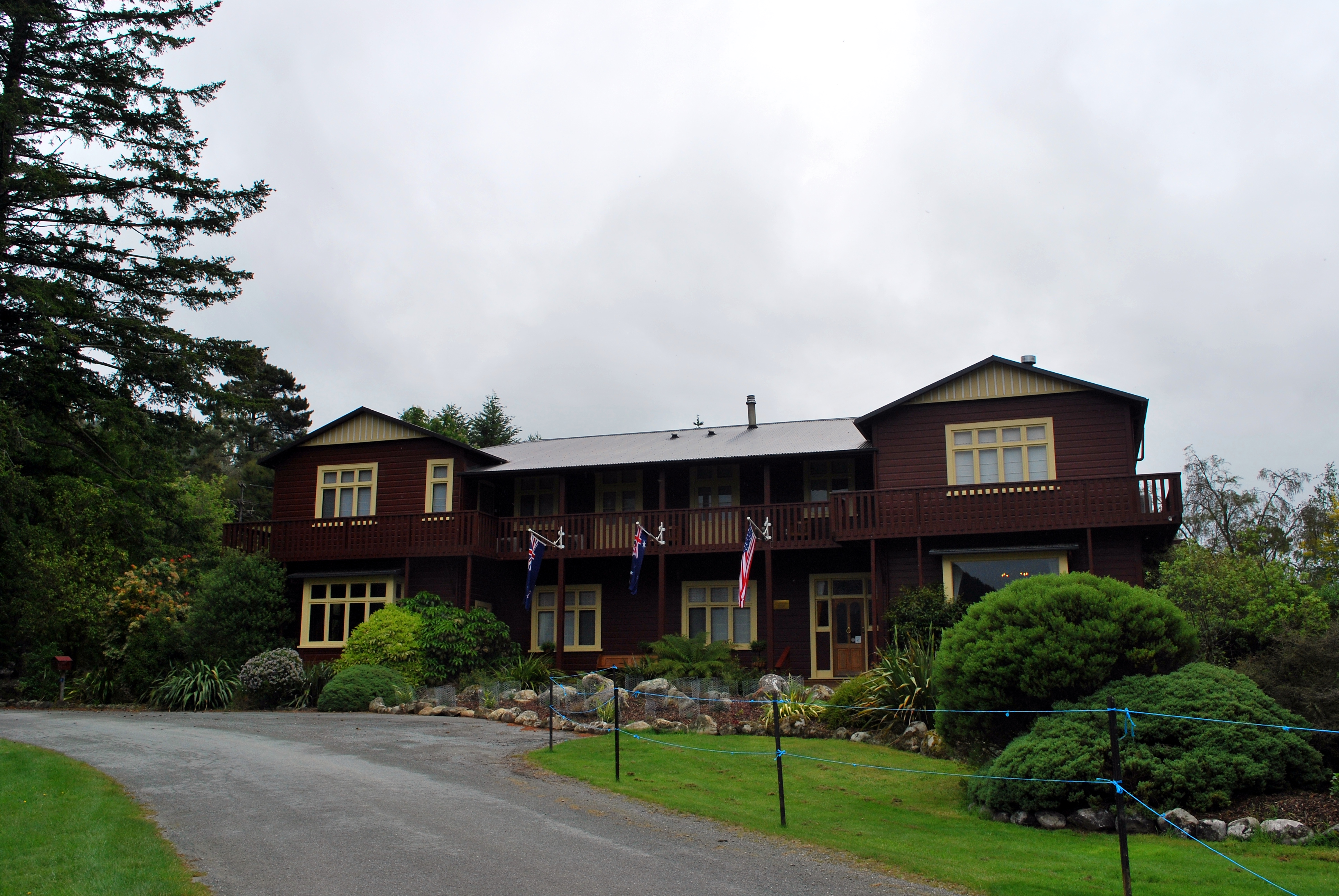
Rotoroa

Rotoroa  est une petite localité rurale situé sur le bord nord-ouest du lac Rotoroa (en) dans la région de Tasman dans l’Île du Sud de la Nouvelle-Zélande .